# Home - A casa
Home - A casa (Home) è un film d'animazione del 2015 diretto da Tim Johnson.
La pellicola, prodotta della DreamWorks Animation, è l'adattamento cinematografico del romanzo per ragazzi Quando gli alieni trovarono casa (The True Meaning of Smekday), scritto da Adam Rex nel 2007.

## Trama
In fuga dal nemico Gorg che distrugge il loro pianeta, una specie aliena nota come Boov trova che la Terra sia un luogo adatto e sicuro per scappare dal nemico e poterla chiamare "casa". Guidati dal loro Leader Smek, i Boov iniziano la loro "amichevole" invasione del pianeta Terra, trasferendo gli umani, che i Boov ritengono semplici e arretrati, in altre parti del pianeta, mentre i Boov abitano le loro case in modo rapido e senza conquista. Uno dei Boov di nome Oh, membro più simpatico e pensieroso della specie, decide di invitare i Boov nel suo appartamento per una festa di inaugurazione della sua casa, nonostante l'antipatia della specie nei suoi confronti. Non lontano da Oh c'è una ragazzina di nome Gratuity 'Tip' Tucci, una ragazza di 13 anni che si vuole allontanare dalla sua città natale per trovare sua madre Lucy, dopo che è stata separata da lei durante l'invasione, lasciandola sola con il gatto Pig e alimentando il suo odio per i Boov.
Oh corre in strada per incontrare un poliziotto di nome Kyle che, come il resto dei Boov, non vuole fare amicizia con lui. Oh lo invita alla festa, ma invia accidentalmente un invito di massa a tutti i Boov sulla Terra. Tuttavia, il pulsante "invia a tutti" che ha premuto, in realtà, invia l'invito a tutte le specie aliene dell'intera galassia, incluso il Gorg. Tutti, aggravati da Oh per aver rivelato la loro posizione al nemico, iniziano ad inseguirlo. Oh si imbatte in un minimarket e ci entra per nascondersi, proprio quando Tip e Pig entrano nello stesso negozio per prendere delle provviste. Finiscono per incontrarsi e, dopo che la macchina di Tip non si avvia, Oh la trasforma in un fantastico veicolo sospeso chiamato Succosa per continuare il viaggio. Oh fa un giro con Tip e le promette di aiutarla a trovare Lucy sua madre, ma devono andare al Centro di comando Boov a Parigi e localizzarla da lì.
Dopo aver raggiunto il Centro di comando Boov, che si trova nella fluttuante Torre Eiffel, Oh riesce ad entrare nel suo account e cancella il messaggio con solo un secondo di riserva prima che raggiunga il Gorg. Quindi collega il cervello di Tip per aiutarla a trovare Lucy. Alla fine rintracciano la sua posizione in Australia, dove anche lei sta cercando sua figlia. Gli altri Boov trovano quindi i due e cercano di "eliminare" Oh, mentre Tip afferra il sistema di manipolazione della gravità e lo gira, facendo sì che l'intera Torre si inclini a testa in giù, così che i due riescano a fuggire.
Mentre Oh e Tip si dirigono in Australia vengono aggrediti da altri Boov che guidano impauriti e si rendono conto che dietro di loro c'è una nave Gorg. Tip e Oh riescono ad abbatterlo, ma una parte di esso li colpisce e perdono il loro carburante fangoso, causando la distruzione dell'auto. Vedono la nave Gorg caduta e scoprono che in realtà è un drone. Oh recupera un chip speciale e lo usa per far funzionare la propria auto.
Tip e Oh arrivano in Australia e vedono i Boov evacuare alla loro nave madre. Quando atterrano in macchina, Tip inizia subito a cercare sua madre, ma Oh insiste invece a evacuare con gli altri Boov. Tip si arrabbia con lui per aver cercato di infrangere la loro promessa e lei dichiara che non è mai stato veramente suo amico. Oh depresso ritorna sulla nave. La nave madre Gorg si avvicina alla nave Boov, ma Oh estrae il chip speciale Gorg e lo usa per far volare la nave più lontano da esso. I Boov si stupiscono del coraggio di Oh, ma Smek si arrabbia e ricorda a tutti che è il capitano. Tuttavia, Oh si oppone a Smek, dicendogli che è un terribile capitano e racconta ai Boov quello che ha imparato da Tip riguardo agli umani che si occupano degli altri mentre i Boov no. Inizialmente rattristato da questa rivelazione, il Boov poi si ammutinò contro Smek e Kyle afferra lo "zittone" di Smek (uno scettro con sopra una roccia, che Smek rubò dal Gorg in una riunione) e lo da ad Oh, dichiarandolo il nuovo capitano.
Tip si precipita senza meta per la città per trovare Lucy, ma senza successo. Oh si riconcilia con Tip e lo aiuta a rintracciare Lucy. La madre e la figlia finalmente si riuniscono e ringraziano Oh. Improvvisamente, la nave madre Gorg scende sul pianeta e Oh si rende conto che vuole la roccia sullo zittone. Oh corre verso la nave per cercare di attirare la sua attenzione, bloccando Tip e Lucy in macchina per sicurezza. Tip esce dall'auto e accende una luce in faccia al comandante Gorg per attirare la sua attenzione su Oh mentre solleva la roccia. Il comandante Gorg ferma la nave mentre si sgretola a terra, con Oh direttamente sul suo cammino. Tip si precipita a salvarlo, ma Oh sembra essere schiacciato sotto la nave fino a quando non fa una marcia indietro e lo rivela indenne. Il comandante Gorg emerge dalla sua armatura per dimostrare che in realtà è una creatura innocua simile a una stella marina. Oh gli restituisce la roccia, che si rivela un uovo per milioni di larve di Gorg in via di sviluppo; la prossima generazione di Gorg, rivelando anche, che il Comandante Padre Gorg era stato l'ultimo del suo genere, solo e quasi estinto. Ringrazia Oh e lascia il pianeta.
Due settimane dopo, gli umani sono tornati nelle loro case originali e Oh finalmente riesce a organizzare la sua festa nel suo appartamento, con entrambi gli umani e Boov presenti. Tip suona la sua musica e fa ballare il resto dei Boov per la prima volta, mentre altri Boov, tra cui uno Smek riformato, fanno una festa sulla luna e diverse navi di altri pianeti, tra cui il Gorg e i suoi figli, si dirigono verso la Terra per la festa di Oh dopo aver ricevuto il suo invito.

### Personaggi
- Oh, con la voce di Jim Parsons, è un alieno Boov[2]
- Freccia "Tip" Tucci, con la voce di Rihanna, è una teenager umana[2]
- Lucy Tucci, con la voce di Jennifer Lopez, è la madre di Tip[2]
- il Capitano Smek, con la voce di Steve Martin, è il leader dei Boov[2].

## Produzione
Il titolo iniziale del progetto era Happy Smekday!.

## Colonna sonora
La cantante barbadiana Rihanna, oltre a doppiare Tip, ha diretto la produzione di un concept album di 8 brani che vengono utilizzati nel film come colonna sonora. L'album, intitolato Home (Original Motion Picture Soundtrack), è stato pubblicato il 23 marzo 2015 per accompagnare l'uscita del film nelle sale cinematografiche.

## Distribuzione
Il primo trailer del film viene diffuso il 12 giugno 2014.
La pellicola è stata distribuita nelle sale cinematografiche statunitensi a partire dal 27 marzo 2015, mentre in quelle italiane il giorno prima, 26 marzo.

## Accoglienza

### Incassi
Il film ha incassato 177,4 milioni di dollari negli Stati Uniti e 208,6 nel resto del mondo, per un totale di 386 milioni di dollari.

### Critica
Il film ha ricevuto pareri misti da parte della critica. Sull'aggregatore di recensioni Rotten Tomatoes riceve il 53% delle recensioni professionali positive, con un voto medio di 5,5 su 10 basato su 139 critiche, mentre su Metacritic ottiene un punteggio di 55 su 100 basato su 31 recensioni.

## Altri media
Dopo il film la DreamWorks Animation distribuisce in televisione la serie animata Home - Le avventure di Tip e Oh.